# Cavendishev pokus
Cavendishov pokus ili Cavendishov eksperiment, koji je izveo od 1797. do 1798. britanski znanstvenik Henry Cavendish, je bio prvi pokus kojim se izmjerila gravitacijska konstanta, a samim time se mogla izračunati masa Zemlje i njena srednja gustoća. Isaac Newton je još u 17. stoljeću objasnio gibanje svemirskih tijela, zvijezda i planeta te tijela na Zemlji svojim zakonom gravitacije (opći zakon gravitacije), prema kojem je gravitacijska sila međudjelovanja između dva tijela razmjerna umnošku njihovih masa, ali obrnuto razmjerna kvadratu njihove udaljenosti. Taj zakon u modernoj obliku ima oblik:
{\displaystyle F=G{\frac {m_{1}m_{2}}{r^{2}}}\ }
Umjesto da promatramo zvijezde i planete kako se gibaju jedni oko drugih, pitamo se da li bi smo mogli napraviti pokus s olovnom kuglom i nekom malom kuglicom koji bi nam preciznim mjerenjima mogao dati podatak o tome kako se ta sila stvarno ponaša, odnosno dati stvarne rezultate direktnim mjerenjem, te utvrditi valjanost Newtonovog zakona gravitacije. Dakle u zamišljenom bi se pokusu mala kuglica približavala velikoj i mi bismo mjerili kinematičke elemente njenog gibanja, te iz toga odredili kako sila djeluje s obzirom na masu kuglica i njihovu udaljenost. Međutim, problem koji se javlja kod ovakvog zamišljenog pokusa u samoj je prirodi ove sile: dok je njen učinak izrazito velik na tijelima velike mase (na primjer planeti), na tijelima male mase on je jedva zamijetljiv te mnogi vanjski čimbenici mogu na njega utjecati čime automatski dobivamo pogrešne rezultate. Osim toga nemojmo zaboraviti da se nalazimo na Zemlji, vrlo masivnom tijelu. Što znači da mjerenje moramo izvršiti vrlo brižljivo i pažljivo: ukloniti otpor zraka (mjerenje vršiti u vakuumu), te paziti da nam tijela (olovne kuglice) ne budu električni nabijene s obzirom na to da Coulombova sila između dva tijela ima utjecaj za oko 40 redova veličine veći od gravitacijske. Sve izgleda da je ovaj pokus gotovo nemoguće izvesti.
Međutim, da je ovakav pokus doista izvediv, pokazao nam je Henry Cavendish 1798. sastavivši opremu prema ideji Johna Michella koji je prvi sastavio ovakav mjerni instrument, ali ga nikad nije upotrijebio. Kako s jedne strane imamo gravitacijsku silu koja djeluje između dviju kugli (manje i veće) doći će do pojave torzionog zakretanja niti L ∙ F za neki kut θ, da bi se uravnotežio utjecaj gravitacijske sile i torzije niti, dakle moramo uzeti u obzir Hookeov zakon za uvijanje, jer nit ima određenu konstatntu torzije ili uvijanja κ i pruža otpor zakretanju:
{\displaystyle \kappa \cdot \theta \ =L\cdot F\,}
Ako izjednačimo jednakosti za Newtonov zakon gravitacije i Hookeov zakon za torzijsku vagu, dobivamo:
{\displaystyle F={\frac {GmM}{r^{2}}}\,}
{\displaystyle \kappa \theta \ =L{\frac {GmM}{r^{2}}}\qquad \qquad \qquad (1)\,}
Dobiveni izraz predstavlja diferencijalnu jednadžbu harmoničkog oscilatora, što nam govori da ćemo proučavati torzijske oscilacije niti, a period oscilacija (titranja) iznosi:
{\displaystyle T=2\pi {\sqrt {I/\kappa }}}
Moment inercije ili moment tromosti I za kuglu iznosi:
{\displaystyle I=m(L/2)^{2}+m(L/2)^{2}=2m(L/2)^{2}=mL^{2}/2\,},
pa dobivamo:
{\displaystyle T=2\pi {\sqrt {\frac {mL^{2}}{2\kappa }}}\,}
Ako iz gornje jednakosti izvučemo konstatntu torzije κ i ubacimo u jednakost (1), dobivamo vrijednost gravitacijske konstante G:
{\displaystyle G={\frac {2\pi ^{2}Lr^{2}}{MT^{2}}}\theta \,}
Nakon što se G izmjeri,  može se iskoristiti ubrzanje zemljine sile teže g, kako bismo izračunali masu Zemlju i njenu srednju gustoću:
{\displaystyle mg={\frac {GmM_{Zemlje}}{R_{Zemlje}^{2}}}\,}
{\displaystyle M_{Zemlje}={\frac {gR_{Zemlje}^{2}}{G}}\,}
{\displaystyle \rho _{Zemlje}={\frac {M_{Zemlje}}{4\pi R_{Zemlje}^{3}/3}}={\frac {3g}{4\pi R_{Zemlje}G}}\,}

## Način izvođenja pokusa
Za izvedbu Cavendishova pokusa potrebni su nam sljedeći dijelovi: dvije male olovne kuglice, dvije velike olovne kugle, stalak za opremu s mogućnošću zakretanja velikih kugli, štap koji spaja male kuglice, torziona nit, zrcalo, laser (u modernim pokusima), skala za očitavanje kuta/pomaka (kao zaslon), zaporni sat i drugi manji dijelovi. Na torzionoj niti nalaze se obješene, štapom spojene, dvije male olovne kuglice, te zrcalo. Ovakav sistem se može zakrenuti za neki kut pod utjecajem vanjskog zakretnog momenta koji se izjednačava s određenim protumomentom koji pruža torzijska nit, opirući se vanjskoj promjeni.
Dovođenje dviju velikih olovnih kugli u blizinu malih kugli rezultira određenom reakcijom - nekim otklonom, te kad se konačno oscilacije smire oko novog ravnotežnog položaja, možemo reći da su moment koji stvara sila gravitacije i protumoment kojim se torziona nit opire uravnoteženi. Ustvari najprije se dovede 2 masivne kugle na jednu stranu u blizinu malih kuglica i mjeri najveći otklon sve dok se oscilacije ne smire te postigne ravnotežni položaj. Zatim velike kugle se okrenu skroz na drugu stranu postižući suprotni učinak, pa se tako male kuglice torzijom ili uvijanjem zakreću i počnu oscilirati oko drugog (novog) ravnotežnog položaja, sve dok se ne smire, naravno tijekom čega se mjerimo period oscilacija te otklon koji torzioni sistem proizvodi. Treba uočiti da se 2 male kuglice nalaze u malenom metalnom kavezu sa staklenim prozorčićima, te su one u njemu uz pomoć štapa spojene na torzionu nit, dok se velike kugle stavljaju na vanjska otvorena ležišta (oslonac). Maleni kavez koristi se da bi se smanjila protočnost zraka i zračna strujanja kroz taj pomični i vrlo osjetljivi dio opreme i tako izoliralo od vanjskih utjecaja. Pri tome se ipak laserska zraka može slobodno kroz stakleni prozorčić reflektirati od zrcala pripojenog na torzionu nit.
Ovakva simetričnost izvođenja pokusa osigurava nam kontrolu izvođenja i vjerodostojnost pokusa time što dobivamo period oscilacija s jedne i s druge strane opreme, pa na temelju vrijednosti rezultata, možemo utvrditi da li je oprema ispravno postavljena i da li je bilo grešaka tijekom izvođenja pokusa. Budući da su periodi oscilacija vrlo dugački, teško je utvrditi tijekom izvođenja samog pokusa da li su svi dijelovi opreme ispravno podešeni i rade u skladu s predviđanjima. Henry Cavendish je u svom pokusu koristio opremu u kojoj je štap na torzionoj niti bio dugačak oko 2 metra (razmak između malih kuglica), male olovne kugle bilu su veličine oko 5 centimetara u promjeru, dok je masa pojedine velike kugle iznosila gotovo 160 kilograma.